# Liste des évêques de Richmond
La liste des évêques de Richmond recense les noms des évêques qui se sont succédé à la tête du diocèse de Richmond (Dioecesis Richmondiensis) en Virginie aux États-Unis depuis sa création le 11 juillet 1820, par détachement de l'archidiocèse de Baltimore.

## Évêques de Richmond
- 19 juillet 1820 - 9 février 1822 : Patrick Kelly, nommé évêque de Waterford et Lismore (Irlande)
- 9 février 1822 - 19 décembre 1840 : siège vacant, sous administration apostolique de l'archevêque de Baltimore
  - 22 février 1822 - 1825 : Ambrose Maréchal, P.S.S., administrateur apostolique, archevêque de Baltimore
  - (8 janvier ?) 1828 - 19 octobre 1834 : James Whitfield, administrateur apostolique, coadjuteur puis archevêque de Baltimore
  - 19 octobre 1836 - 19 décembre 1840 : Samuel Eccleston, P.S.S., administrateur apostolique, archevêque de Baltimore
- 19 décembre 1840 - 23 juillet 1850 : Richard Whelan (Richard Vincent Whelan), nommé évêque de Wheeling
- 23 juillet 1850 - † 14 janvier 1872 : John McGill
- 30 juillet 1872 - 20 mai 1877 : James Gibbons, auparavant vicaire apostolique de Caroline du Nord, nommé coadjuteur puis archevêque de Baltimore, cardinal (1886)
- 28 mars 1878 - 12 août 1888 : John Keane (en) (John Joseph Keane), nommé premier recteur de l'Université catholique d'Amérique (évêque titulaire d'Iasus (de), puis archevêque titulaire de Damas (de)) puis archevêque de Dubuque (Iowa) et enfin évêque titulaire de Cius (de)
- 16 juillet 1889 - † 16 octobre 1911 : Augustine Van de Vyver
- 19 janvier 1912 - 15 janvier 1926 : Denis O’Connell (Denis Joseph O’Connell), auparavant recteur du Collège pontifical nord-américain (Rome) et évêque auxiliaire de San Francisco (Californie).
- 28 mai 1926 - 14 avril 1945 : Andrew Brennan (Andrew James Louis Brennan), auparavant évêque auxiliaire de Scranton (Pennsylvanie)
- 14 avril 1945 - † 27 avril 1958 : Peter Ireton (Peter Léo Ireton), coadjuteur (1935)
- 3 juillet 1958 - 28 avril 1973 : John Russell (John Joyce Russell), auparavant évêque de Charleston (Caroline du Sud)
- 28 avril 1973 - 4 juin 1974 : siège vacant
- 4 juin 1974 - 16 septembre 2003 : Walter Sullivan (Walter Francis Sullivan), auparavant évêque auxiliaire
- 16 septembre 2003 - 31 mars 2004 : siège vacant
  - William Keeler, administrateur apostolique, archevêque de Baltimore, cardinal
- 31 mars 2004 - † 17 août 2017 : Francis DiLorenzo (Francis Xavier DiLorenzo), auparavant évêque auxiliaire de Scranton (Pennsylvanie), administrateur apostolique puis évêque d'Honolulu (Hawaï)
- depuis le 5 décembre 2017 : Barry Knestout (Barry Christopher Knestout), auparavant évêque auxiliaire de Washington

## Évêques liés au diocèse

### Évêques auxiliaires et coadjuteurs
- 3 août 1935 - 14 avril 1945 : Peter L. Ireton, coadjuteur, succède à l'évêque
- 8 août 1952 - 24 mai 1961 : Joseph H. Hodges, évêque auxiliaire, nommé coadjuteur puis évêque de Wheeling
- 11 décembre 1961 - 12 décembre 1964 : Ernest L. Unterkoefler, évêque auxiliaire, nommé évêque de Charleston
- 8 août 1966 - † 9 août 1975 : James L. Flaherty, évêque auxiliaire
- 15 octobre 1970 - 4 juin 1975 : Walter F. Sullivan, évêque auxiliaire, nommé évêque
- 3 mai 1986 - 22 mars 1994 : David E. Folley, évêque auxiliaire, nommé évêque de Birmingham (Alabama)

### Évêques originaires du diocèse
- John J. Kain : natif du diocèse, ordonné prêtre pour le diocèse de Wheeling, évêque de Wheeling (1875), coadjuteur puis archevêque de Saint-Louis (Missouri) (1893)
- Francis Janssens : évêque de Natchez (Mississippi) (1881) puis archevêque de la Nouvelle-Orléans (1888)
- Vincent S. Waters, évêque de Raleigh (1945)
- Carroll T. Dozier, évêque de Memphis (1970)
- Antons Justs : incardiné à Richmond (1962) puis à Arlington (1974), nommé évêque de Jelgava (de) (Lettonie) (1995)

## Sources
- Fiche du diocèse sur le site catholic-hierarchy.org